# Arrondissement Issoudun
Issoudun is een arrondissement van het Franse departement Indre in de regio Centre-Val de Loire. De onderprefectuur is Issoudun.
Het arrondissement telde 34.467 inwoners in 2018.

## Kantons
Het arrondissement was tot 2014 samengesteld uit de volgende kantons:
- Kanton Issoudun-Nord
- Kanton Issoudun-Sud
- Kanton Saint-Christophe-en-Bazelle
- Kanton Vatan

Na de herindeling van de kantons bij decreet van 18 februari 2014 met uitwerking op 22 maart 2015 omvat het arrondissement volgende kantons:
- Kanton Ardentes (deel : 3/12)
- Kanton La Châtre (deel : 8/34)
- Kanton Issoudun
- Kanton Levroux  (deel : 22/34)
- Kanton Valençay (deel : 10/28)